# オマリー・オルドリッジ
オマリー・オルドリッジ（Omari Aldridge, 1984年2月6日 - ）は、セントビンセント・グレナディーンのサッカー選手。カナダのブリティッシュコロンビア州内のリーグのカルサ・スポーティング・クラブ所属。

## 経歴
ブリティッシュコロンビア州コキットラム生まれ。カナダの大学リーグでプレーしたのちに、2008年に中国の2部リーグの北京宏登でプレーした。現在は故郷であるコキットラムにあるブリティッシュコロンビア州内のリーグのチームに所属している。
2008年1月にガイアナ代表との親善試合で代表デビューを果たした。その2週間後のグレナダ代表戦にも出場している。